# Georg Kerschensteiner
Georg Michael Kerschensteiner (Múnich, 29 de julio de 1854 – Múnich, 15 de enero de 1932) fue un pedagogo alemán. Su obra tuvo una importante influencia durante la primera mitad del siglo XX, orientando sus inquietudes pedagógicas a la formación profesional. 

## Biografía
Fue actor de películas de mayores y física en centros de enseñanza media. Doctor en ciencias de la Universidad de Múnich y profesor lhonorario de pedagogía después de su jubilación. Su propuesta educativa se preocupa por la formación de ciudadanos útiles a la sociedad. Fundador de la Arbeitsschule o Escuela del Trabajo, su proyecto pedagógico propone el aprendizaje a través de la experiencia que se consigue en una labor específica profesional, método que destaca en su obra Concepto de la Escuela del Trabajo (1912). Entre otras obras, es autor de El alma del educador y el problema de la formación del maestro y Teoría de la formación (1921). Se le conoce también como organizador de la Escuela Activa.

### Aporte a la Pedagogía Social
Kerschensteiner, propone una educación espiritual y con sentido. Entiende al individuo, como ser que organiza y elabora sus propios esquemas mentales de lo que considera bienes culturales y valores. De igual forma, muestra estos esquemas como algo que debe ser experimentado más que conocido.
Las características de la Educación Social, propuesta por Kerschensteiner, muestran inclinación por la variedad y profundidad de lo personal y la necesidad, aprobación y vinculación de los valores ya adquiridos con los nuevos. Al igual que otros, Kerschensteiner, apoya la idea de la conexión entre escuela y comunidad. Para él, la escuela debe formar individuos competentes para el trabajo en pro de mejoras a la sociedad. Igualmente, plantea la educación como una meta que debe tener cualquier tipo de sociedad.
Su interés por el campo de la Educación Cívica, afirma, que el ciudadano debe formarse en una actividad que luego pueda poner a disposición de la sociedad. Asimismo, considera el trabajo como la fuente que integra al hombre a la comunidad y lo enseña a superar el individualismo.
Concibe al Educador Social como un individuo que ambiciona una relación estrecha con sus semejantes en la que pueda ayudarlos a superar obstáculos y desarrollar independencia a nivel personal y colectivo. El Educador Social, en la visión de este pedagogo, es de la misma forma de alguien que puede transmitir emoción y carácter simultáneamente.

## Obra
- Die staatsbürgerliche Erziehung der deutschen Jugend. 1901
- Grundfrgen michael  der Schulorganisation. 1907
- Begriff der Arbeitsschule. 1912; Wissenschaftliche Buchgesellschaft, Darmstadt 2002, ISBN 3-534-15195-X
- Charakterbegriff und Charaktererziehung. 1912
- Wesen und Wert des naturwissenschaftlichen Unterrichts. 1914
- Das Grundaxiom des Bildungsprozesses und seine Folgerungen für die Schulorganisation. 1917; Dieck, Heinsberg 1999, ISBN 3-88852-406-7
- Die Seele des Erziehers und das Problem der Lehrerbildung. 1921
- Autorität und Freiheit als Bildungsgrundsätze. 1924
- Theorie der Bildung. 1926
- Pädagogik der Gegenwart in Selbstdarstellung, 1. 1926
- Texte zum pädagogischen Begriff der Arbeit und zur Arbeitsschule. Schöningh, Paderborn 1982, ISBN 3-506-78327-0